# Кассезе, Сабино
Сабино Кассезе (итал. Sabino Cassese; род. 20 октября 1935, Атрипальда, провинция Авеллино, Кампания) — итальянский юрист и политик, министр государственной службы (1993—1994), судья Конституционного суда Италии (2005—2014).

## Биография
Сабино Кассезе родился 20 октября 1935 года в Атрипальде, брат Антонио Кассезе. Почётный профессор Высшей нормальной школы в Пизе (Scuola Normale Superiore di Pisa), преподаватель Института политических исследований в Париже (Institut d’Etudes Politiques di Parigi). Был ординарным профессором административного права на Юридическом факультете Римского университета Ла Сапиенца (1983—2005), профессором Неаполитанского и Урбинского университетов, сотрудничал в Corriere della Sera и la Repubblica. Декан в Анконском университете (ныне — Università Politecnica delle Marche), руководил Институтом публичного права (l’Istituto di diritto pubblico), с 2000 по 2004 год был президентом Итальянской ассоциации профессоров административного права (Associazione italiana dei professori di diritto amministrativo) и др.
С 28 апреля 1993 по 10 мая 1994 года был министром государственной службы (Funzione pubblica) в правительстве Карло Адзельо Чампи.
4 ноября 2005 года по президентской квоте назначен судьёй Конституционного суда Италии, 9 ноября 2005 года вступил в должность, 9 ноября 2014 года срок его полномочий истёк.
В 2022 был внесён кандидатом в списки голосования за президента Итальянской республики.

## Награды
Сабино Кассезе награждён двумя степенями ордена «За заслуги перед Итальянской Республикой»:
- Великий офицер (27 декабря 1988 года)
- Кавалер Большого креста (11 мая 1994 года)

## Избранные труды
- La nuova costituzione economica (2004)
- Lo spazio giuridico globale («Глобальное юридическое пространство», 2003)
- La crisi dello Stato («Кризис государства», 2002)
- Maggioranza e minoranza. Il problema della democrazia in Italia («Большинство и меньшинство. Проблема демократии в Италии», 1995)
- Oltre lo Stato («Помимо государства», 2006)
- Chi governa il mondo («Кто правит миром», 2013)